# 하야시 히데사다
하야시 히데사다(일본어: 林 秀貞, 1513년 ~ 1580년 11월 21일)는 센고쿠 시대부터 아즈치모모야마 시대까지의 무장이다. 오다씨의 가신.